# 富勒烯

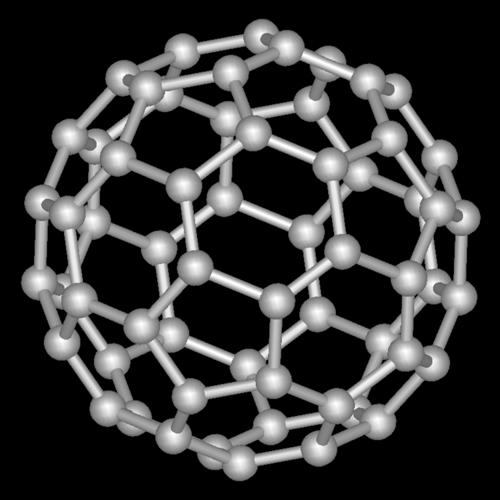
C_{60} 的球棒模型

富勒烯（英語：Fullerene） 或巴克球、巴基球（英語：Buckyball）是一種完全由碳组成的中空分子，形狀呈球型、椭球型、柱型或管状。富勒烯在结构上与石墨很相似，石墨是由六元环组成的石墨烯层堆积而成，而富勒烯不仅含有六元环还有五元环，偶尔还有七元环。
1985年英国化学家哈罗德·沃特尔·克罗托博士和美国科学家理查德·斯莫利在萊斯大學制备出了第一种富勒烯，即「C60分子」或「[60]富勒烯」，因为这个分子与建筑学家巴克明斯特·富勒的建筑作品很相似，为了表达对他的敬意，将其命名为「巴克明斯特·富勒烯」（巴克球）。饭岛澄男早在1980年之前就在透射电子显微镜下观察到这样洋葱状的结构。自然界也是存在富勒烯分子的，2010年科学家们通过史匹哲太空望远镜发现在外太空中也存在富勒烯。
“也许外太空的富勒烯为地球提供了生命的种子”。
在富勒烯发现之前，碳的同素异形体的只有石墨、钻石、无定形碳（如炭黑和炭），它的发现极大地拓展了碳的同素异形体的数目。富勒烯和碳纳米管独特的化学和物理性质以及在技术方面潜在的应用，引起了科学家们强烈的兴趣，尤其是在材料科学、电子学和纳米技术方面。

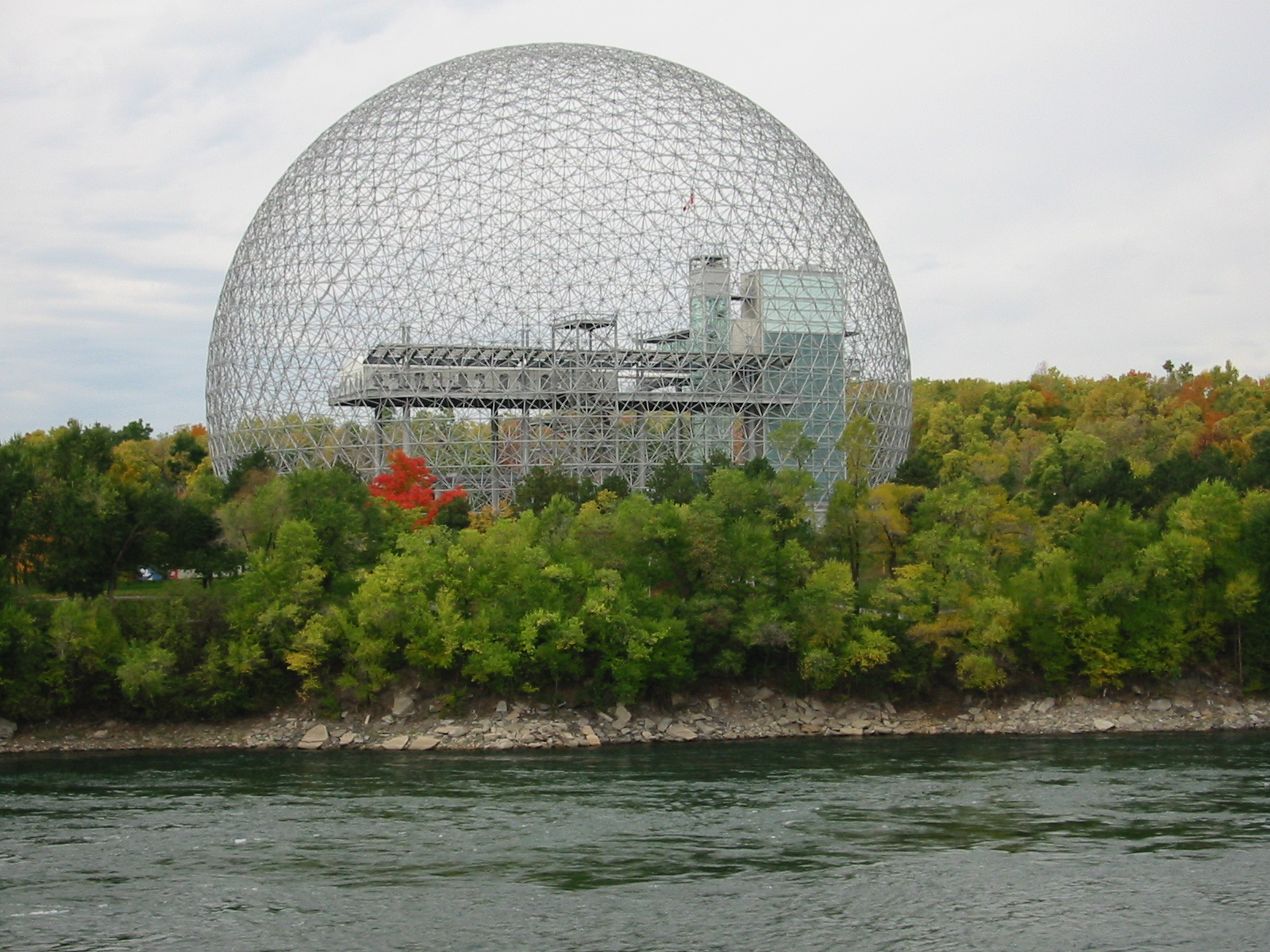
建筑学家理查德·巴克明斯特·富勒设计的加拿大1967年世界博覽會球形圆顶薄壳建筑
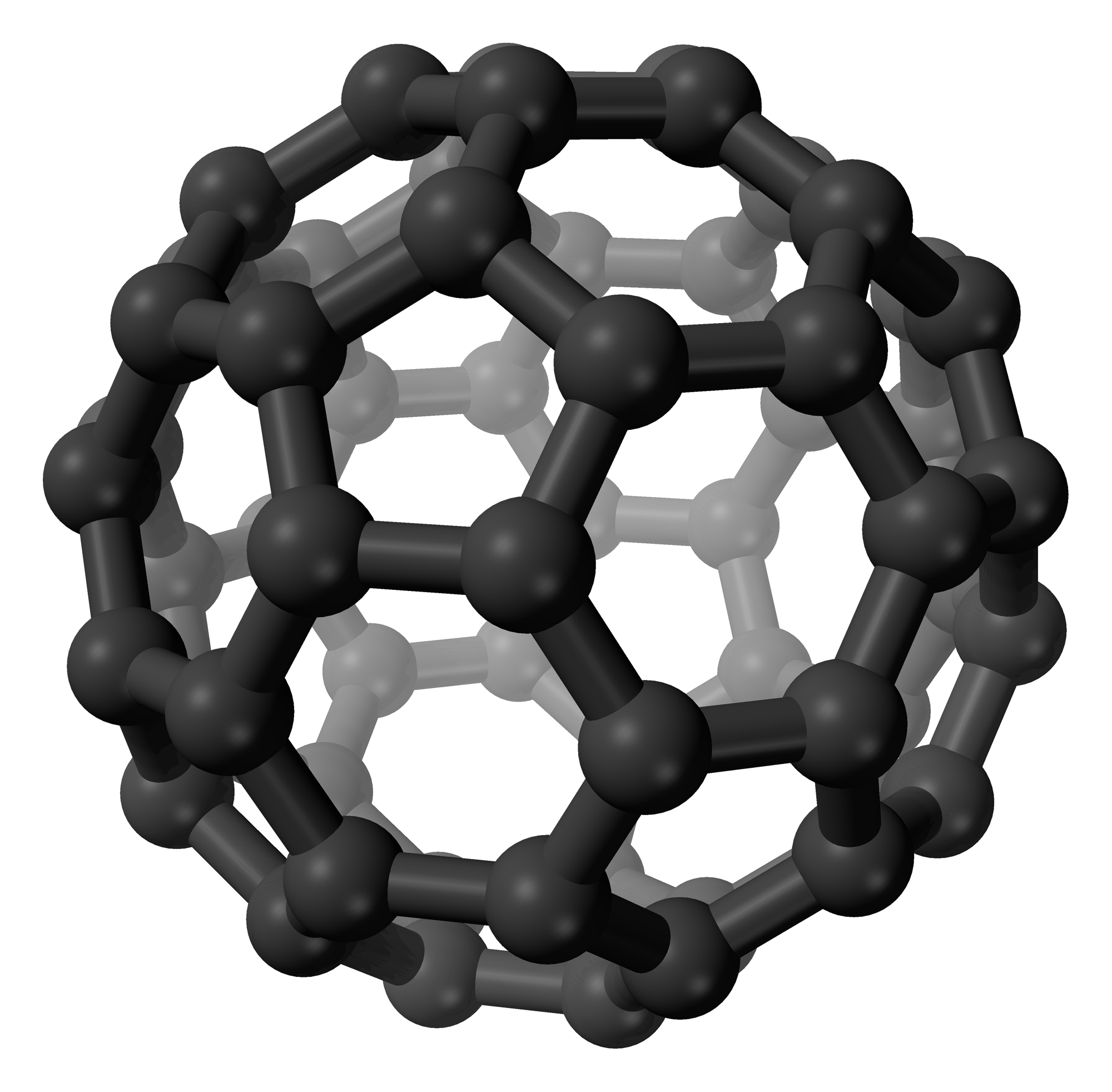
拥有60个碳原子的巴克明斯特·富勒烯C60
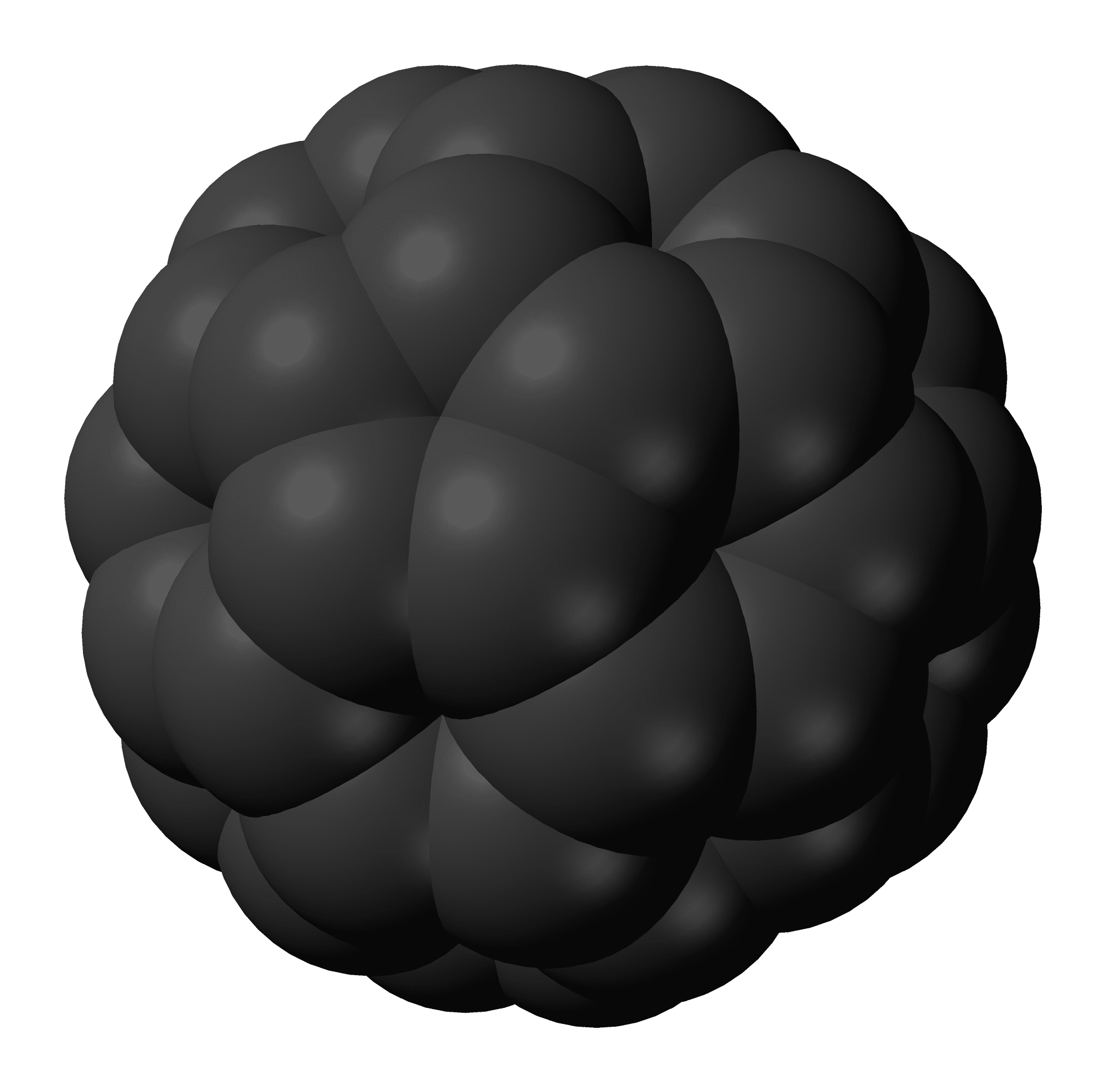
巴克明斯特·富勒烯C60的空间填充模型，也称为巴克球。众所周知，它是最常见的富勒烯，与足球相似。
现代足球与C60有着非常类似结构

## 命名
很像足球的球型富勒烯也叫做足球烯，或音译为巴克球，中国大陆通译为富勒烯，臺灣稱之為球碳，香港译为布克碳；偶尔也称其为芙等；富勒烯的中文写法有三种，以C60为例，第一种是标准的写法，即[60]富勒烯，对应英文的[60]fullerene；第二种为碳60，60也不用下标，这是中文专用的写法；第三种为C60，与英文一致。

### 简介

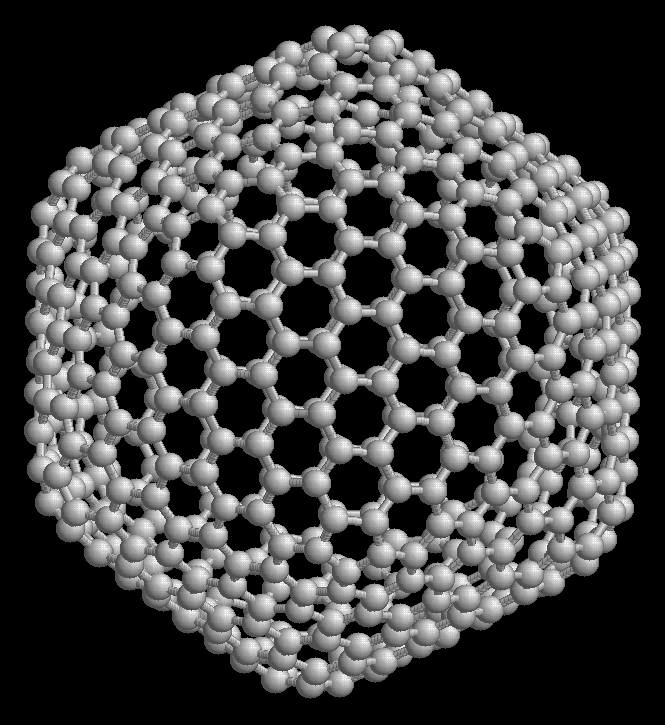
正二十面体富勒烯C_{540}。

早在1965年，二十面体對稱性的C60H60被认为是一种可能的拓扑结构。20世纪60年代科学家们对非平面的芳香结构产生了浓厚的兴趣，很快就合成了碗状分子碗烯（Corannulene）。日本科学家大泽映二在与儿子踢足球时想到，也许会有一种分子由sp2杂化的碳原子组成，比如将几个碗烯拼起来的共轭球状结构，实现三维芳香性。他开始研究这种球状分子，不久他得出这种结构可以由截去一个二十面体的顶角得到，并称之为截角二十面体，就像足球的拼皮结构那样；他还预言了CnHn分子的存在。大泽虽然在1970年就预言了C60分子的存在，但遗憾的是，由于语言障碍，他的两篇用日文发表的文章并没有引起人们的普遍重视，而大泽本人也没有继续对这种分子的研究，因而使得C60的发现已经是15年以后的事了。
1970年汉森（R. W. Henson）设计了一个C60的分子结构，并用纸制作了一个模型。然而这种碳的新形式的证据非常弱，包括他的同事都无法接受。因此这个结果并没有发表，不过《碳》期刊在1999年确认了这个结果。富勒烯的第一个光谱证据是在1984年由美国新泽西州的艾克森实验室的罗芬（Rohlfing），考克斯（Cox）和科多（Kldor）发现的，当时他们使用由莱斯大学理查德·斯莫利设计的激光汽化团簇束流发生器，用激光汽化蒸发石墨，用飞行时间质谱发现了一系列Cn（n=3，4，5，6）和C2n（n>=10）的峰，而相距较近的C60和C70的峰是最强的。不过很遗憾，他们没有做进一步的研究，也没有探究这个强峰的意义。1985年，英国化学家哈罗德·沃特尔·克罗托博士和美国赖斯大学的科学家理查德·斯莫利、海斯（James R. Heath）、欧布莱恩（Sean O'Brien）和科乐（Robert Curl）等人在氦气流中以激光汽化蒸发石墨实验中首次制得由60个碳组成的碳原子簇结构分子C60。富勒烯的主要发现者们受建筑学家巴克敏斯特·富勒设计的加拿大蒙特利尔世界博览会球形圆顶薄壳建筑的启发，认为C60可能具有类似球体的结构，因此将其命名为巴克明斯特·富勒烯（buckminster fullerene），简称富勒烯（fullerene）。为此，克罗托、科尔和斯莫利获得了1996年度诺贝尔化学奖。在1990年前，关于富勒烯的研究都集中于理论研究，因为没有足量的富勒烯用于实验，直到1990后，哈夫曼（Donald Huffman），克拉策门（Wolfgang Krätschmer）和福斯迪罗伯劳斯（Konstantinos Fostiropoulos）等人第一次报道了大量合成C60的方法，才使得C60的研究得以大量展开。富勒烯的纯化对于化学家们是一个挑战，同时也在很大程度上决定了富勒烯的价格。内嵌富勒烯是指在生成富勒烯的过程中将离子或小分子包到碳笼中。富勒烯的化学反应很特别，例如1993年发现的Bingel反应等。碳纳米管在1991被发现。

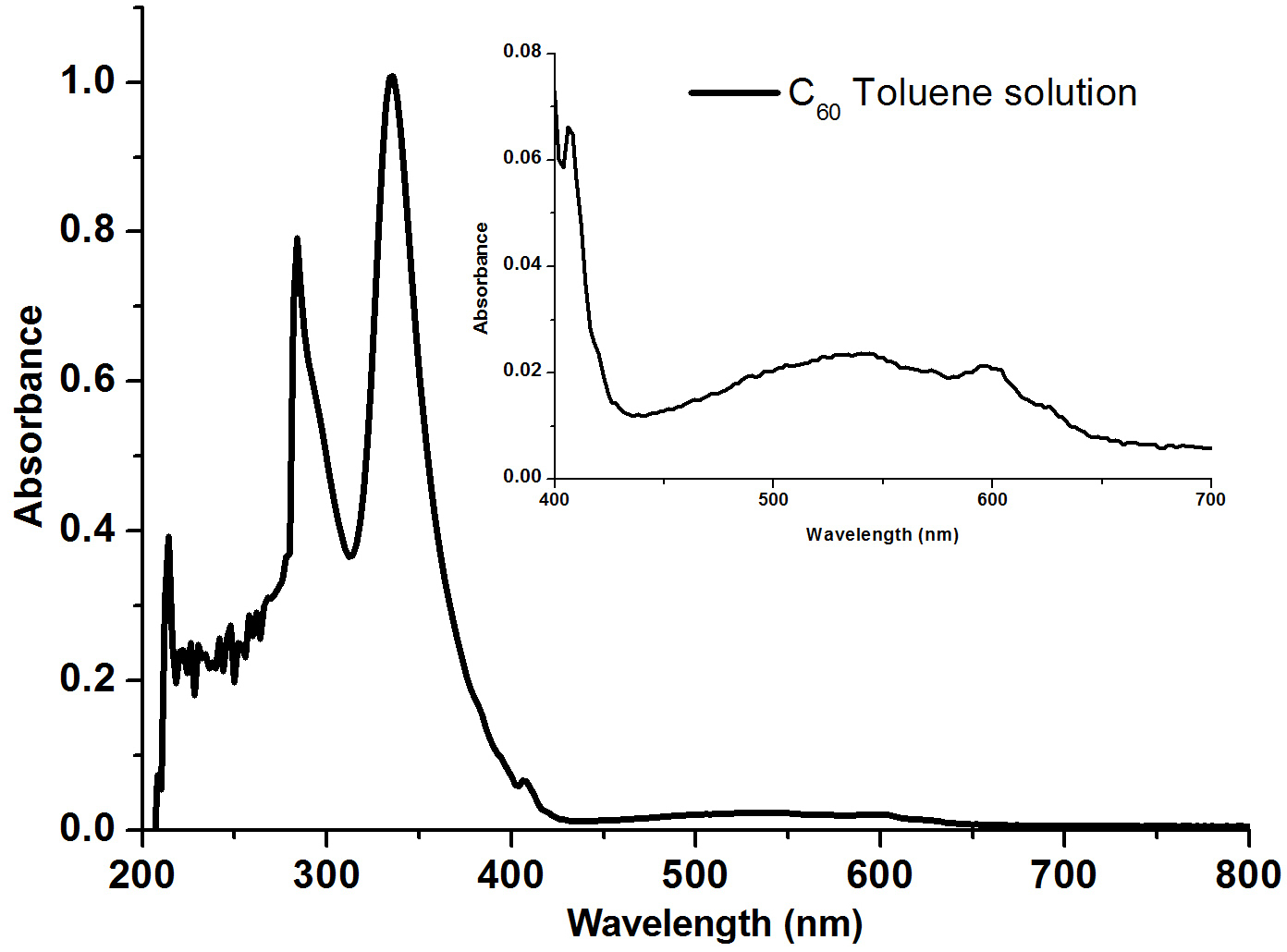
C_{60}在甲苯溶液中的紫外-可见吸收谱。浓度:0.052mmol/L。测试仪器：JASCO V570。

### 早期科学进展年谱
1971年，大泽映二发表《芳香性》一书，其中描述了C60分子的设想。
1980年，饭岛澄男在分析碳膜的透射电子显微镜图时发现同心圆结构，就像切开的洋葱，这是C60的第一个电子显微镜图。
1983年，克罗托蒸发石墨棒产生的碳灰的紫外可见光谱中发现215nm和265nm的吸收峰，他们称之为“驼峰”；后来他们推断这是富勒烯产生的。
1984年，富勒烯的第一个光谱证据是在1984年由美国新泽西州的艾克森实验室的罗芬等人发现的，但是他们不认为这是C60等团簇产生的。
1985年，英国化学家哈罗德·克罗托和美国科学家理查德·斯莫利等人在氦气流中以激光汽化蒸发石墨实验中意外合成了C60和C70，并由此获得1996年诺贝尔化学奖。并提出富勒烯可能存在于星际空间。
1990年，克利斯莫（Krätschmer）等人第一次报道了大量合成C60的方法，才使得C60的研究得以大量展开。
1991年，加州大学洛杉矶分校的霍金斯（Joel Hawkins）得到了富勒烯衍生物的第一个晶体结构，标志着富勒烯结构被准确测定。
1995年，伍德（Fred Wudl）制备出开孔富勒烯；而PCBM也被他首次制备。

### 天然存在的富勒烯
起初人们认为这种高度对称的完美分子只能在实验室的苛刻条件下或者是星际尘埃中存在，然而1992年美国科学家P. R. Buseck在用高分辨透射电镜研究俄罗斯数亿年前的地下的一种名为Shungites的矿石时，发现了C60和C70的存在，飞行时间质谱也证明了他们的结论，产生原因未知。2010年加拿大西安大略大学科学家在6500光年以外的宇宙星云中发现了C60存在的证据，他们通过史匹哲太空望遠鏡发现了C60特定的信号。克罗托说：“这个最令人兴奋的突破给我们提供了令人信服的证据：正如我们一直期盼的那样，巴克球在宇宙的亘古前就存在了。”

## 制备与提纯

### 制备
大量低成本地制备高纯度的富勒烯是富勒烯研究的基础，自从克罗托发现C60以来，人们发展了许多种富勒烯的制备方法。目前较为成熟的富勒烯的制备方法主要有电弧法、热蒸发法、燃烧法和化学气相沉积法等。
- 电弧法

一般将电弧室抽成高真空，然后通入惰性气体如氦气。电弧室中安置有制备富勒烯的阴极和阳极，电极阴极材料通常为光谱级石墨棒，阳极材料一般为石墨棒，通常在阳极电极中添加铢、镍、铜或碳化钨等作为催化剂。当两根高纯石墨电极靠近进行电弧放电时，炭棒气化形成等离子体，在惰性气氛下小碳分子经多次碰撞、合并、闭合而形成稳定的C60及高炭富勒烯分子，它们存在于大量颗粒状烟灰中，沉积在反应器内壁上，收集烟灰提取。电弧法非常耗电、成本高，是实验室中制备空心富勒烯和金属富勒烯常用的方法。
- 燃烧法

苯、甲苯在氧气作用下不完全燃烧的碳黑中有C60和C70，通过调整压强、气体比例等可以控制C60与C70的比例，这是工业中生产富勒烯的主要方法。

### 提纯

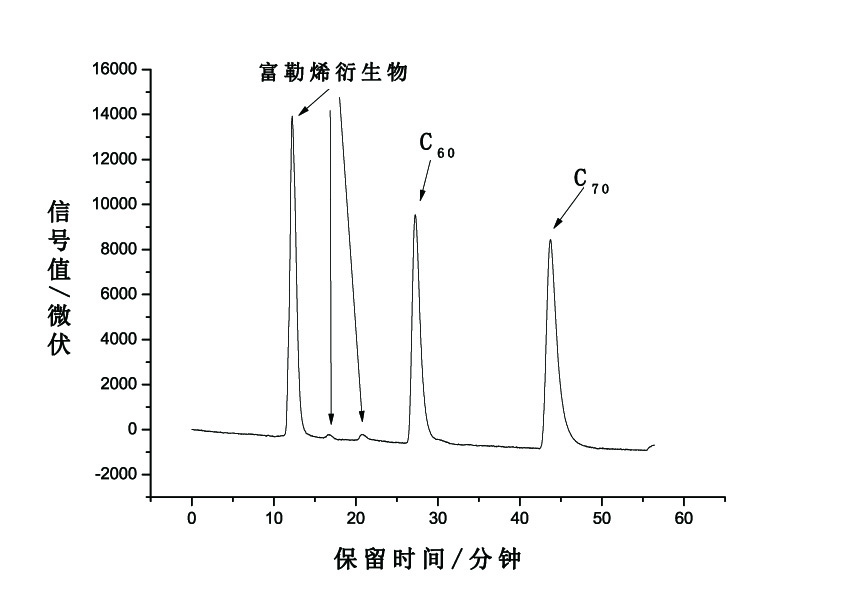
C_{60}和C_{70}及衍生物的混合物的高效液相色谱图，HPLC: JAI LC-9104，色谱柱: COSMOSIL BUCKYPREP 20 mm （ID） X 250 mm，淋洗剂: 甲苯，流速: 6mL/min

富勒烯的纯化是一个获得无杂质富勒烯化合物的过程。制造富勒烯的粗产品，即烟灰中通常是以C60为主，C70为辅的混合物，还有一些同系物。决定富勒烯的价格和其实际应用的关键就是富勒烯的纯化。实验室常用的富勒烯提纯步骤是：从富含C60和C70的烟尘中先用甲苯索氏提取，然后纸漏斗过滤。蒸发溶剂后，剩下的部分（溶于甲苯的物质）用甲苯再溶解，再用氧化铝和活性碳混合的柱色谱粗提纯，第一个流出组分是紫色的C60溶液，第二个是红褐色的C70，此时粗分得到的C60或C70纯度不高，还需要用高效液相色谱来精分。
永田（Nagata）发明了一项富勒烯的公斤级纯化技术。
该方法通过添加二氮杂二环到C60、C70等同系物的1、2、3-三甲基苯溶液中。DBU只会和C70以及更高级的同系物反应，并通过过滤分离反应产物，而富勒烯C60与DBU不反应，因此最后得到C60的纯净物；其他的胺化合物，如DABCO，不具备这种选择性。
C60可以与环糊精以1:2的比例形成配合物，而C70则不行，一种分离富勒烯的方法就是基于这个原理，通过S-S桥固定环糊精到金颗粒胶体，这种水溶性的金/环糊精的复合物[Au/CD]很稳定，与不水溶的烟灰在水中回流几天可以选择性地提取C60，而C70组分可以通过简单的过滤得到。将C60从[Au/CD] 复合物中分离是通过向环糊精水溶液加入对环糊精内腔具有高亲和力的金刚烷醇使得C60与[Au/CD] 复合物分离而实现C60的提纯，分离后通过向[Au/CD/ADA]的复合物中添加乙醇，再蒸馏，实现试剂的循环利用。50毫克[Au/CD]可以提取5毫克富勒烯C60。后两种方法都只停留在实验室阶段，并不实用。

## 种类
自从1985发现富勒烯之后，不断有新结构的富勒烯被预言或发现，并超越了单个团簇本身。

- 巴克球团簇：最小的是C
20 （二十烷的不饱和衍生物）和最常见的C
60；
- 碳纳米管：非常小的中空管，有单壁和多壁之分；在电子工业有潜在的应用；
- 巨碳管（megatubes）：比纳米管大，管壁可制备成不同厚度，在运送大小不同的分子方面有潜在价值；[34]
- 聚合物：在高温高压下形成的「链状、二维或三维聚合物」。
- 纳米“洋葱”：多壁碳层包裹在巴克球外部形成球状颗粒，可能用于润滑剂；[35]
- 球棒相连二聚体：两个巴克球被碳链相连；[36]
- 富勒烯环。[37]

|                    |     |                      |     |
| C20 （正十二面體） | C26 | C60 （截角二十面體） | C70 |

- 巴克球

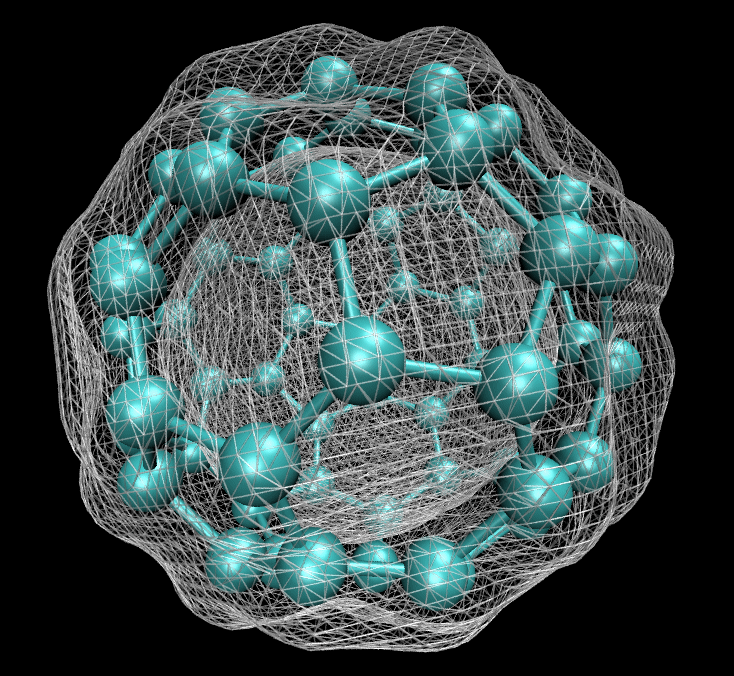
DFT计算得到C_{60}的电子基态在整个球上是等值的

2007年科学家们预测了一种的新的硼巴克球，它用硼取代了碳形成巴克球，B80的结构是每个原子都形成五或六个键，它比C60稳定。另外一种常见的富勒烯是C70，72、76、84甚至100个碳组成的巴克球也是很容易得到的。
- 碳纳米管

纳米管是中空富勒烯管。这些碳管通常只有几个纳米宽，但是他们的长度可以达到1微米甚至1毫米。碳纳米管通常是终端封闭的，也有终端开口的，还有一些是终端没有完全封口的。碳纳米管的独特的分子结构导致它有奇特的宏观性质，如高抗拉强度、高导电性、高延展性、高导热性和化学惰性（因为它是圆筒状或“平面状”，没有裸露原子被轻易取代）。一个潜在应用是做纸电池，这是2007年伦斯勒理工学院的一个新发现。另外一个可能应用是用做太空电梯的高强度碳缆。通过共价键将富勒烯吸附在碳纳米管外形成的纳米“芽”结构称作纳米芽。
- 富勒体

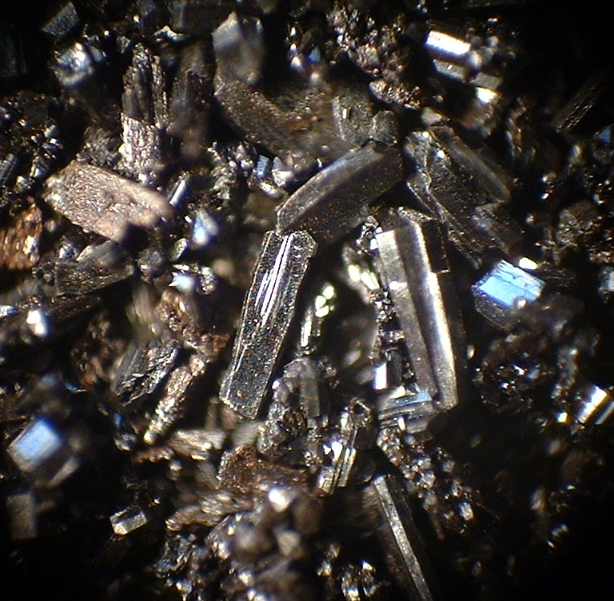
C_{60}的晶体形态

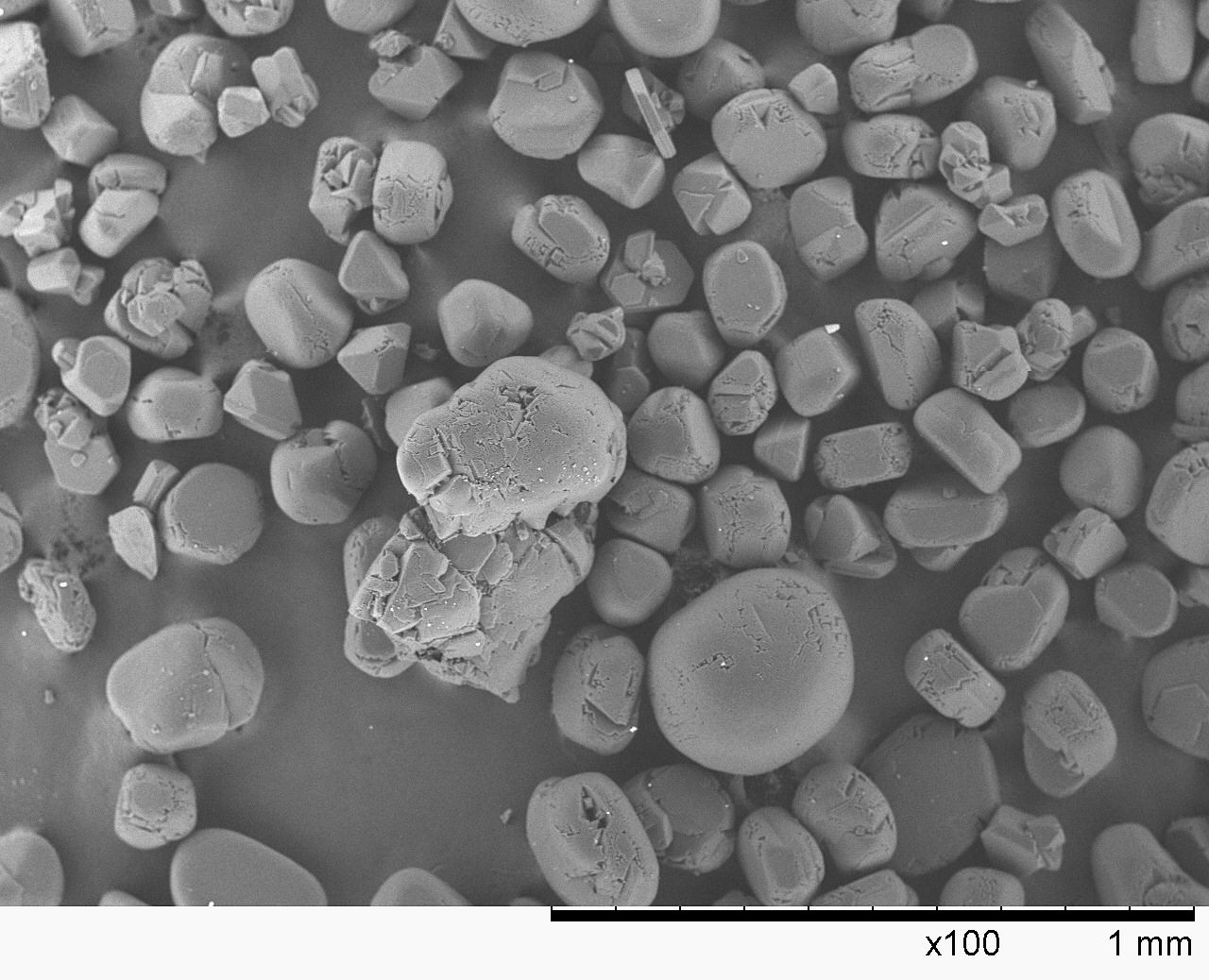
富勒体 （扫描电子显微镜图）

富勒体（Fullerites）是富勒烯及其衍生物的固态形态的称呼，中文一般不特别称呼这个形态。超硬富勒体这个词一般被用来表述使用高压高温得到的富勒体，这种条件下普通的富勒烯固体会形成钻石形式的纳米晶体，它有相当高的机械强度和硬度。
- 内嵌富勒烯

内嵌富勒烯是将一些原子嵌入富勒烯碳笼而形成的一类新型内嵌富勒烯，如氢、碳、钪、氮等，大部分是在电弧法制造富勒烯的过程中形成的，也可以通过化学方法将富勒烯打开孔后装入一些原子或分子。

## 结构
在數學上，富勒烯的結構都是以五邊形和六邊形面組成的凸多面體。最小的富勒烯是C20，有正十二面體的構造。沒有22個頂點的富勒烯，之後都存在C2n的富勒烯，n=12、13、14......所有富勒烯结构的五边形个数为12个，六边形个数为n-10。

### C60

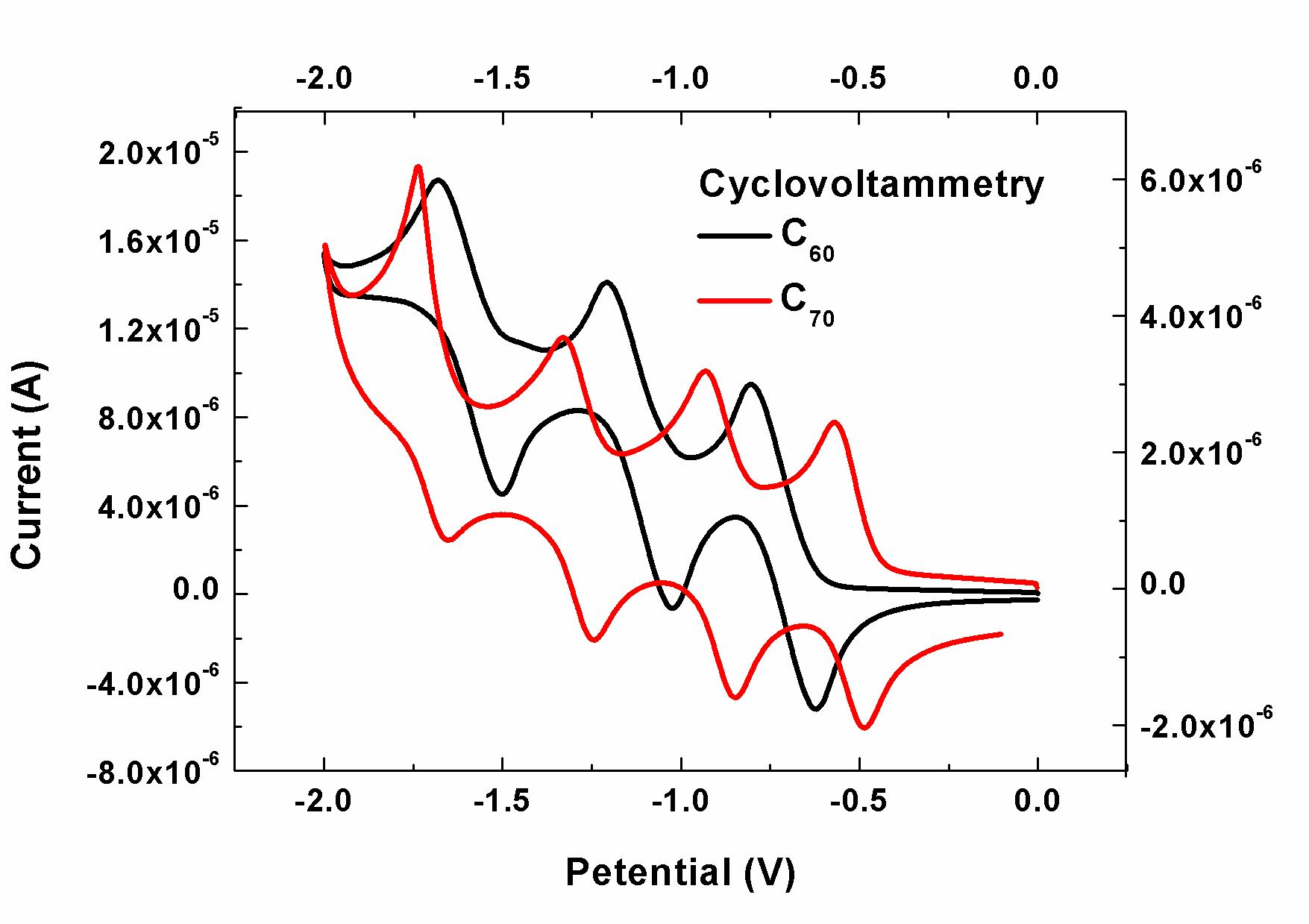
C_{60}和C_{70}的循环伏安曲线测试机器：Chi660d，工作电极：玻碳，对电极：铂丝；参比电极：银丝；支持电解质：六氟磷酸四丁基铵；扫描速度：50mV/s；室温

C_{60}的旋转视图

因为C60是富勒烯家庭中相对最容易得到、最容易提纯和最廉价的各类，因此C60及其衍生物是被研究和应用最多的富勒烯。
通过质谱分析、X射线分析后证明，C60的分子结构为球形32面体，它是由60个碳原子通过20个六元环和12个五元环连接而成的具有30个碳－碳键的足球状空心对称分子，所以，富勒烯也被称为足球烯。C60是高度的Ih对称，高度的离域大π共轭，但不是超芳香体系，他的核磁共振碳谱只有一条谱线，但是它的双键是有两种，它有30个六元环与六元环交界的键，叫[6,6]键，60个五元环与六元环交界的键，叫[5,6]键。[6,6]键相对[5,6]键较短，C60的X射线单晶衍射数据表明，[6,6]键长是135.5皮米，[5,6]长键是146.7皮米，因此[6,6]有更多双键的性质，也更容易被加成，加成产物也更稳定，而且六元环经常被看作是苯环，五元环被看作是环戊二烯或五元轴烯。C60有1812種个异构体。
C60及其相关C70两者都满足这种所谓的孤立五角规则（IPR）。而C84的异构体中有24个满足孤立五角规则的，而其他的51568个异构体则不满足孤立五角规则，这51568 为非五角孤立异构体，而不满足孤立五角规则的富勒烯迄今为止只有几种富勒烯被分离得到，比如分子中两个五边形融合在顶尖的一个蛋形笼状内嵌金属富勒烯Tb3NaC84。或具有球外化学修饰而稳定的富勒烯如C50Cl10，以及C60H8。
理论计算表明C60的最低未占据轨道（LUMO）轨道是一个三重简并轨道，因此它可以得到至少六个电子，常规的循环伏安和差示脉冲伏安法检测只能得到4个还原电势，而在真空条件下使用乙腈和甲苯的1:5的混合溶剂可以得到六个还原电势的谱图。

### C70
理论计算表明C70的LUMO轨道是一个二重简并轨道，不过它的LUMO+1轨道与LUMO轨道的能级差很小，因此它可以得到至少六个电子，常规的循环伏安和差示脉冲伏安法检测只能得到4个还原电势，而在真空条件下使用乙腈和甲苯的1：5的混合溶剂可以得到六个还原电势的谱图。

### 低对称性富勒烯
低对称性富勒烯的键长是不一样的，虽然也是离域π键，从核磁共振碳谱可以清楚看出来有很多条碳信号。

### 手性
一些富勒烯是D2对称性的，因此他们是有固有手性的，如 C76、C78、C80和C84等，科学家一直致力于发展特别的传感器来识别和分离他们的对映异构体。

## 性质

### 溶解性
| 溶剂               | C60             | C70                     |
| ------------------ | --------------- | ----------------------- |
| 1-氯萘             | 51 mg/mL        | *                       |
| 1-甲基萘           | 33 mg/mL        | *                       |
| 1,2-二氯苯         | 24 mg/mL        | 36.2 mg/mL              |
| 1,2,4-三氯苯       | 18 mg/mL        | *                       |
| 四氢萘             | 16 mg/mL        | *                       |
| 二硫化碳           | 8 mg/mL         | 36.2 mg/mL              |
| 1,2,3-三溴丙烷     | 8 mg/mL         | *                       |
| 氯苯               | 7 mg/mL         | *                       |
| 二甲苯             | 5 mg/mL         | 3.985 mg/mL（间二甲苯） |
| 溴仿               | 5 mg/mL         | *                       |
| 异丙苯             | 4 mg/mL         | *                       |
| 甲苯               | 3 mg/mL         | 1.406 mg/mL             |
| 苯                 | 1.5 mg/mL       | 1.3 mg/mL               |
| 四氯化碳           | 0.4 mg/mL       | 0.121 mg/mL             |
| 氯仿               | 0.25 mg/mL      | *                       |
| 正己烷             | 0.046 mg/mL     | 0.013 mg/mL             |
| 环己烷             | 0.035 mg/mL     | 0.080 mg/mL             |
| 四氢呋喃           | 0.006 mg/mL     | *                       |
| 乙腈               | 0.004 mg/mL     | *                       |
| 甲醇               | 0.000 04 mg/mL  | *                       |
| 水                 | 1.3×10−11 mg/mL | *                       |
| 戊烷               | 0.004 mg/mL     | 0.002 mg/mL             |
| 庚烷               | *               | 0.047 mg/mL             |
| 辛烷               | 0.025 mg/mL     | 0.042 mg/mL             |
| 异辛烷             | 0.026 mg/mL     | *                       |
| 癸烷               | 0.070 mg/mL     | 0.053 mg/mL             |
| 十二烷             | 0.091 mg/mL     | 0.098 mg/mL             |
| 十四烷             | 0.126 mg/mL     | *                       |
| 丙酮               | 0.001 mg/mL     | 0.0019 mg/mL            |
| 异丙醇             | 0.002 mg/mL     | 0.0021 mg/mL            |
| 二氧六环           | 0.0041 mg/mL    | *                       |
| 1,3,5-三甲苯       | 0.997 mg/mL     | 1.472 mg/mL             |
| 二氯甲烷           | 0.254 mg/mL     | 0.080 mg/mL             |
| * : 没有测试溶解度 |                 |                         |

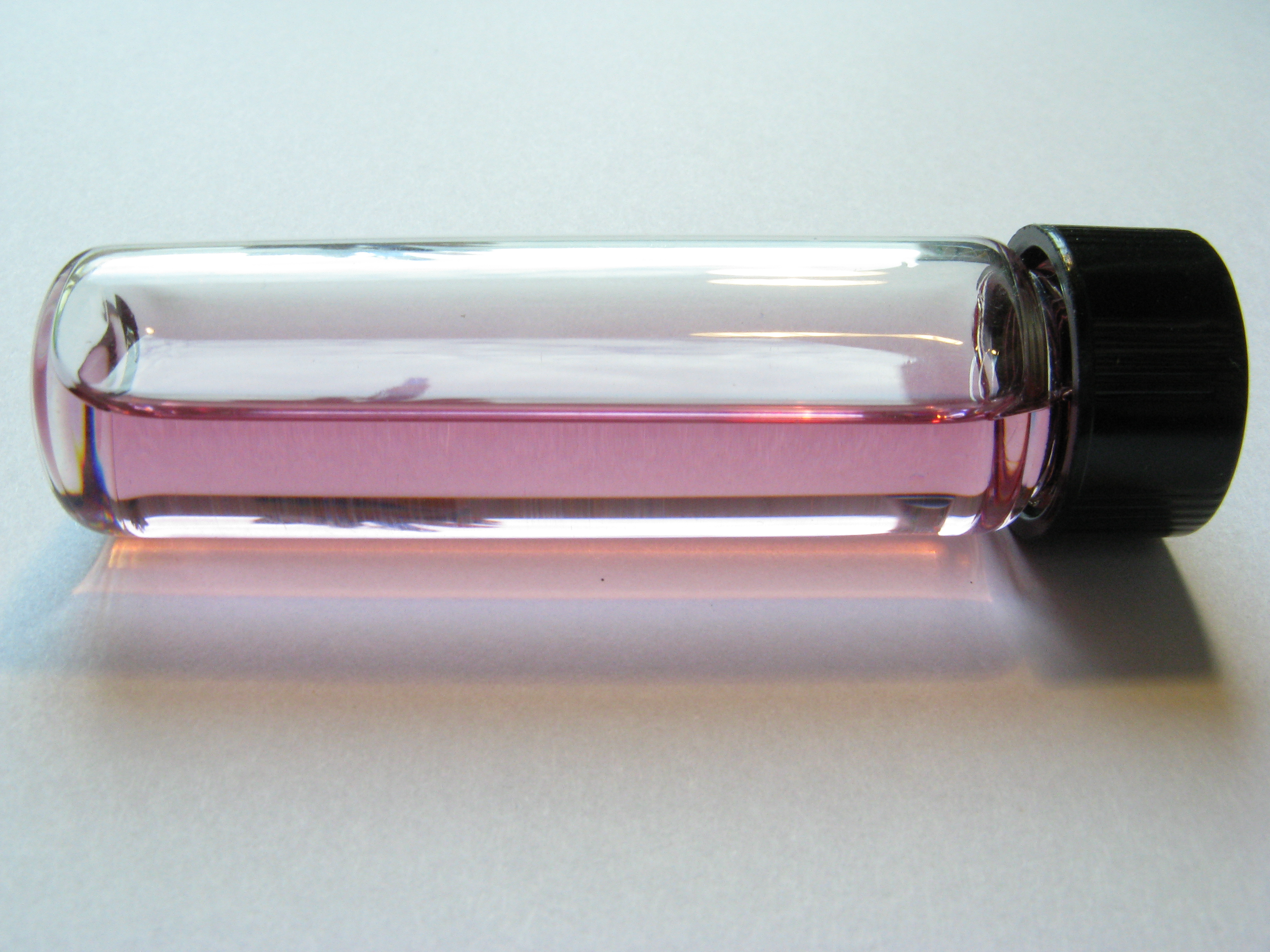
C_{60}溶液

富勒烯在大部分溶剂中溶解得很差，通常用芳香性溶剂，如甲苯、氯苯，或非芳香性溶剂二硫化碳溶解。纯富勒烯的溶液通常是紫色，浓度大则是紫红色，C70的溶液比C60的稍微红一些，因为其在500nm处有吸收；其他的富勒烯，如C76、C80等则有不同的紫色。富勒烯是迄今发现的唯一在室温下溶于常规溶剂的碳的同素异性体。
有些富勒烯是不可溶的，因为他们的基态与激发态的带宽很窄，如C28，C36和C50。C72也是几乎不溶的，但是C72的内嵌富勒烯，如La2@C72是可溶的，这是因为金属元素与富勒烯的相互作用。早期的科学科学家对于没有发现C72很是疑惑，但是却有C72的内嵌富勒烯。窄带宽的富勒烯活性很高，经常与其他富勒烯结合。化学修饰后的富勒烯衍生物的溶解性增强很多，如PC61BM室温下在氯苯中的溶解度是50mg/mL。
C60和C70在一些溶剂的溶解度列于左表，这里的溶解度通常是饱和浓度的估算值。

### 水合富勒烯（HyFn）

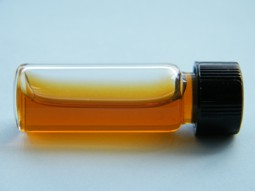
C_{60}HyFn水溶液，C_{60}的浓度是0.22 mg/mL

水合富勒烯C60HyFn是一个稳定的，高亲水性的超分子化合物。截止2010年以水合富勒烯形式存在的，最大的C60浓度是4mg/mL。

### 导电性

#### 超导
在可以大量生产C60后其很多性质被发现，很快Haddon等人发现碱金属掺杂的C60有金属行为，1991年发现钾掺杂的C60在18K时有超导行为这是迄今最高的分子超导温度，之后大量的金属掺杂富勒烯的超导性质被发现。研究表明超导转化温度随着碱金属掺杂富勒烯的晶胞体积而升高。铯可以形成最大的碱金属离子，因此铯掺杂的富勒烯材料被广泛研究，近来报道Cs3C60As在38K时超导性质，不过是在高压下。常压下33K时具有最高超导转化温度的是 Cs2RbC60。
C60固体超导性的BCS理论认为，超导转变温度随着晶胞体积的增加而升高，因为C60分子间的间隔与费米能级N（εF）的态密度的升高相关，因此科学家们做了大量的工作试图增加富勒烯分子间的距离，尤其是将中性分子插入A3C60晶格中来增加间距同时保持C60的价态不变。不过，这种氨化技术意外地得到了新奇的富勒烯插入复合物的特别的性质：Mott-Hubbard转变以及C60分子的取向/轨道有序和磁结构的关系。
C60固体是由弱相互作用力组成的，因此是分子固体，并且保留了分子的性质。一个自由的C60分子的分立能级在固体中只是很弱的弥散，导致固体中非重叠的带间隙很窄，只有0.5eV。未掺杂的 C60固体，5倍 hu带是其HOMO能级，3倍的t1u带是其空的LUMO能级，这个系统是带禁阻的。但是当C60固体被金属原子掺杂时，金属原子会给t1u带电子或是3倍的t1g带的部分电子占据有时会呈现金属性质。虽然它的t1u带是部分占据的，按照BCS理论A4C60 的t1u带是部分占据的应该有金属性质，但是它是一个绝缘体，这个矛盾可能用Jahn-Teller效应来解释，高对称分子的自发变形导致了它的兼并轨道的分裂从而得到了电子能量。这种Jahn-Teller型的电子-声子作用在C60固体中非常强以致于可以破坏了特定价态的价带图案。窄带隙或强电子相互作用以及简并的基态对于理解并解释富勒烯固体的超导性非常重要。电子相互斥力比带宽大时，简单的Mott-Hubbard模型会产生绝缘的局域电子基态，这就解释了常压时铯掺杂的C60固体是没有超导性的。电子相互作用驱动的t1u电子的局域超过了临界点会生成Mott绝缘体，而使用高压能减小富勒烯相互间的间距，此时铯掺杂的C60固体呈现出金属性和超导性。
关于C60固体的超导性还没有完备的理论，但是BCS理论是一个被广泛接受的理论，因为强电子相互作用和Jahn-Teller电子-声子偶合能产生电子对，从而得到较高的绝缘体-金属转变温度。

### 热力学性质
差示扫描量热法（DSC）表明C60在256K时发生相变，熵为27.3J.K−1.mol−1，归因于其玻璃形态-晶体转变，这是典型的导向无序的转变。相似地，C70在275K、321K和338K也发生无序转变，总熵为22.7 J.K−1.mol−1。富勒烯的宽的无序转变与从起始较低的温度的类跳跃式旋转向各向同性的旋转渐变有关。

### 化学性质

C_{60}的网络结构

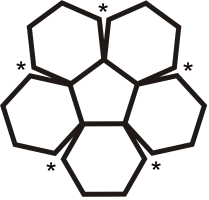
C_{60}中一个五元环周围有五个六元环

富勒烯是稳定的，但并不是完全没有反应性的。石墨中sp2杂化轨道是平面的，而在富勒烯中为了成管或球其是弯曲的，这就形成了较大的键角张力。当它的某些双键通过反应饱和后，键角张力就释放了，如富勒烯的[6,6]键是亲电的，将sp2杂化轨道变为sp3杂化轨道来减小键张力，原子轨道上的变化使得该键从sp2的近似120°成为sp3的约109.5°，从而降低了C60球的吉布斯自由能而稳定。富勒烯即可以形成单加成产物，也可以形成多加成产物。
富勒烯化学是研究富勒烯的化学性质的科学。
功能化富勒烯从而调节其性质的需求促使人们在这个领域展开了大量的研究。例如，富勒烯的溶解度很差，而添加合适的官能团可以提高其溶解度。
通过添加一个可以发生聚合的官能团，就可以获得富勒烯聚合物。富勒烯的功能化以分为两类：在富勒烯的笼外进行化学修饰；将分子束缚到富勒烯球内，也就是开孔反应。
因为这个分子的球形结构使碳原子高度棱锥体化，这对其反应活性有深远的影响。据估计，其应变能相当于80%反应热能。共轭碳原子平行性影响杂化轨道sp²，一个获得p电子的sp2.27 轨道。p轨道的互相连结扩大在外球面更胜于其内球（碳原子之间以sp2杂化轨道连结，另一个p电子两两形成pi键，还有pi电子形成近似球的复杂pi-pi共轭体系），这是富勒烯是给电体的一个原因；另一个原因是，空的低能级pi轨道上。
富勒烯中的双键不完全相同，大致可分为两种：[6,6]键，连接两个六边形的键，[5,6]键连接一个六边形和五边形。两者中[6,6]键比环状六边形聚合物（cyclohexatriene）分子中的[6,6]键和轴烯与二环并戊二烯分子中的双键更短。换句话说，虽然富勒烯分子中的碳原子都是超共轭，但富勒烯却不是一个超大的芳香化合物。C60有60个pi电子，但封闭壳体系结构需要72个电子。富勒烯能够通过与钾的反应获得缺失电子，如首先合成的K6C60 盐和接着合成的 K12C60盐；在这种化合物中，分子中键长交替的现象消失了。根据IUPAC的规定，亚甲基富勒烯（也称环丙烷富勒烯，methanofullerene）指闭环（环丙烷）富勒烯衍生物，而fulleroid指开环富勒烯衍生物（亚甲基桥轮烯，methanoannulene）富勒烯往往可以发生亲电反应，这类反应的关键是功能化单加成反应（monoaddition）或多加成反应（multiple addition）。

#### 亲核加成
在亲核加成中富勒烯作为一个亲电试剂与亲核试剂反应，它形成碳负离子被格利雅试剂或有机锂试剂等亲核试剂捕获。例如，氯化甲基镁与C60在定量形成甲基位于的环戊二烯中间的五加成产物后，质子化形成(CH3)5HC60。宾格尔反应也是重要的富勒烯环加成反应，形成亚甲基富勒烯。富勒烯在氯苯和三氯化铝的作用下可以发生富氏烷基化反应，该氢化芳化作用的产物是1，2加成的(Ar-CC-H)。

#### 周环反应
富勒烯的[6,6]键可以与双烯体或亲双烯体反应，如D-A反应。[2+2]环加成可以形成四元环，如苯炔。1,3-偶极环加成反应可以生成五元环，被称作Prato反应。富勒烯与卡宾反应形成亚甲基富勒烯。

#### 加氢（还原）反应
氢化富勒烯产物如C60H18、C60H36。然而，完全氢化的C60H60仅仅是假设产物，因为分子张力过大。高度氢化后的富勒烯不稳定，而富勒烯与氢气直接在高温条件下反应会导致笼结构崩溃，而形成多环芳烃。

#### 氧化反应
富勒烯及衍生物在空气中会被慢慢的氧化，这也是通常情况下富勒烯需要在避光或低温中保存的原因。富勒烯与三氧化锇和臭氧等反应；与臭氧的反应很快很剧烈，可以生成羟基多加成的富勒醇混合物，因为加成数和加成位置有很宽的分布。

#### 羟基化反应
富勒烯可以通过羟基化反应得到富勒醇，其水溶性取决于分子中羟基数的多少。一种方法是富勒烯与稀硫酸和硝酸钾反应可生成C60(OH)15，另一种方法是在稀氢氧化钠溶液的催化下反应由TBAH增加24到26个羟基。羟基化反应也有过用无溶剂氢氧化钠与过氧化氢和富勒烯反应的报道。用过氧化氢与富勒烯的反应合成C60(OH)8，羟基的最大数量,可以达到36至40个。

#### 亲电加成
富勒烯也可以发生亲电反应，比如在富勒烯球外加成24个溴原子，最多亲电加成纪录保持者是C60F48。

#### 配位反应
富勒烯的五元环和六元环可以作为金属配合物的配体，尤其是五元环，可以形成各种茂基配合物。[6,6]双键是缺电子的，通常与金属成键为η= 2（配位化学中的哈普托數）。键合模式如η= 5或η=6与球状富勒烯配体有关。阳光直接照射富勒烯和硫羰基钨W(CO)6的环己烷溶液生成(η²-C60)5 W(CO)6。

#### 开孔反应
开孔反应是指通过化学手段选择性地切断富勒烯骨架上的碳碳键来制备开孔富勒烯的反应，开孔后就可能把一些小分子装到碳球中，如氢分子、氦、锂等。第一个开孔富勒烯是在1995由伍德等报道的。

### 超分子化学
将富勒烯和其它一些功能基团有效的通过非共价作用联结在一起形成具有特定结构的超分子体系，进而通过调控各个基团之间的电子相互作用实现其功能化的研究引起了研究者们的极大兴趣。

#### 裸C60的主客体化学
由于C60分子独特的刚性球状结构，发展能够与其高效结合的特定主体是一件很有意义的工作，二十多年来科学家们乐此不疲地用新奇的化合物和有趣的方式将其包起来得到包含物和嵌合物，在富勒烯的主客体化学方面进行了大量的研究并取得了长足的进展，发展了一系列主体化合物，大致分为富π电子化合物和大环主体两类；前者有二茂铁、卟啉、酞菁、四硫富瓦烯、苝、碗烯和带状多共轭体系等的衍生物，后者有环糊精、杯芳烃、氮杂杯芳烃，长链烷烃和低聚物等的衍生物。迄今与富勒烯分子超分子结合力最强的是相田卓三教授合成的卟啉笼分子，在邻二氯苯中与C60的结合常数为Log Ka = 8.11。

#### C60衍生物超分子的自组装
修饰富勒烯可以获得更多的作用位点，因此富勒烯衍生物的超分子自组装的研究一直是个热点，远远多于不修饰的富勒烯的组装，特别是在基于富勒烯的功能材料、光致电子转移、人工光合作用体系、光子器件等诸多的研究领域。

#### C60及其衍生物的有序聚集态的制备方法
富勒烯功能化后产生的自组装前体，通过超分子作用形成有序聚集态结构，既是提高对富勒烯本征认识以及单分子器件构筑水平，也是对富勒烯高新技术功能化材料的需要。十多年来，很多研究组已经在获得稳定的C60纳米材料如纳米颗粒、纳米管、纳米线、纳米带和高度有序二维结构等方面进行了大量的研究，发展了经典自组装法、模板法、气相沉积法，化学吸附和LB膜技术等方法来构筑具有特定形貌的有机纳米材料。

### 安全性和毒性
摩萨（Moussa）等人做了在生物体腹腔内注射大剂量C60后的毒理研究后发现，没有证据表明白鼠在注射5000mg/kg（体重）的C60剂量后有中毒现象。
摩利（Mori）等人也没有发现给啮齿动物口服 C60和C70混合物2000mg/kg的剂量后有中毒、遗传毒性或诱变性现象，
其他人的研究同样证明C60和C70是无毒的，而伽比（Gharbi）等人发现注射C60悬浮液不会导致对啮齿类动物的急性或亚急生毒性，相反一定剂量的C60会保护他们的肝免受自由基伤害。2012年的最新研究表明，口服富勒烯能将小鼠的寿命延长一倍而没有任何副作用。摩萨（Moussa）教授研究C60的性质长达18年，著有 《持续喂服小鼠C60使其寿命延长》一文，2012年10月他在一次视频采访中宣称，纯C60没有毒性。
科拉森加（Kolosnjaj）于2007年写了篇复杂且详尽的关于富勒烯的毒性的综述，回顾了上世纪90年代早期至今的所有富勒烯的毒性研究的工作，认为自富勒烯发现以来都没有明显的证据表明C60是有毒性的，而波兰（Poland）等人将碳纳米管注射到小鼠的腹腔中发现了石棉状的病灶。值得注意的是这项研究不是吸入性研究；虽然在这之前有对纳米管的吸入性研究的毒理实验，因此，凭此项研究还不能确认碳纳米管有类似石棉的毒理特性。萨耶等人发现小鼠吸入C60（OH）24或纳米C60并没有毒副作用，而同样情况下将石英颗粒注入小鼠则引起强烈的炎症。如上所述，纳米管在分子量、形状、尺寸等化学和物理性质（溶解度）方面都与C60迥然不同，因此从毒理学的角度来看，C60和碳纳米管的不同毒理学性质的差异性没有关联性。在分析毒性数据时，必须区别富勒烯的不同分子：（C60、C70 ......）；富勒烯衍生物：C60或其他化学修饰的富勒烯衍生物；富勒烯复合物（比如，表面活性剂辅助的水溶性富勒烯，如C60-聚乙烯基吡咯烷酮；主客体复合物，如与环糊精或卟啉），这种情况下富勒烯是与其他分子是通过超分子作用与其他分子连接的；C60纳米颗粒。

## 应用

### 护肤品
由于富勒烯能够亲和自由基，因此个别商家将水溶性富勒烯分散于化妆品，但是效果一般且价格昂贵。

### 多元体研究
富勒烯衍生物与卟啉、二茂铁等富电子基团共价或非共价形成多元体，用于研究分子内能量、电荷转移、光致能量和电荷转移。

### 有机太阳能电池
自1995年俞刚博士将富勒烯的衍生物PCBM（[6,6]-phenyl-c61-butyric acid methyl ester，简称PC61BM或PCBM）用于本体异质结有机太阳能电池以来，有机太阳能电池得到了长足的发展，其中有三家公司已经将掺杂PCBM的有机太阳能电池商用，迄今大部分有机太阳能电池以富勒烯做为电子受体材料。

## 流行文化
在流行文化中的富勒烯元素很多，并且在科学家关注它们之前就出现了。在《新科学家》杂志中，曾经每周有琼斯（David E. H. Jones）写的叫做《地达拉斯》（Daedalus）的专栏来描述各种有趣但很难实现的科学和技术。1966年，他建议可能通过掺杂杂原子来扭曲一个平面的六边形组成的网来得到一个中空的碳球分子。
2010年9月4日，谷歌的首页上用一个旋转的C60富勒烯取代了GOOGLE图案中的第二个"O"来庆祝富勒烯发现25周年。

## 参看
- 正十二面体烷
- 截角菱形三十面体

## 延伸閱讀

### 书籍
- 吉姆‧巴戈特，李濤，曹志良譯，《完美的對稱-富勒烯的意外發現》1999年，上海科技教育出版社
- 韩汝珊著《一个新的足球烯家族》科学家谈物理第3辑，湖南教育出版
- Roger Taylor. . Imperial College Press. 1999-02-01 [1999]  [2010-07-18]. ISBN 978-1-86094-104-7. （原始内容存档于2010-05-11） （英语）.2013-04-22 archive[永久]
- John Wiley & Sons Karl《Fullerenes： Chemistry, Physics and Technology》
- 沈海军、刘根林编著，《新型碳纳米材料——碳富勒烯[永久]》
- 张彩云著，《纳米笼化学[永久]》，化学工业出版社

### 科学家
- 北京大学甘良兵 教授研究组：开孔富勒烯化学
- 中国科学院化学研究所李玉良 研究员：球外修饰富勒烯洐生物
- 中国科学技术大学王官武 （页面存档备份，存于） 教授：富勒烯化学
- 中国科学院化学研究所王春儒 研究员：内嵌金属富勒烯
- 中国科学院高能物理研究所赵宇亮 研究员：内嵌金属富勒烯的制备及其在生物体中的应用
- 北京大学. 2004-05-01  [2011-05-13]. （原始内容存档于2008-06-25）. 教授：富勒烯金属包合物、新型富勒烯、杂原子富勒烯的制备与应用。
- 厦门大学谢素原 archive 教授
- 日本：

- 中村荣一 （页面存档备份，存于）（Eiichi Nakamura）
- . ICR, Kyoto University. 2012-11-01. （原始内容存档于2017-06-28）., archive（Koichi Komatsu）
- 松尾豊 （页面存档备份，存于）（Matsuo Yutaka），赤阪健 （页面存档备份，存于）（Takeshi AKASAKA）：内嵌富勒烯；篠原久典 （页面存档备份，存于）（Nori Shinohara）

- 西班牙：Nazario Martin
- 瑞士：François Diederich （页面存档备份，存于）
- 美国：Fred Wudl （页面存档备份，存于）, archive，Yves Rubin （页面存档备份，存于）, archive
- 意大利：Maurizio Prato
- 荷兰：Prof. dr. J.C. Hummelen
- 德国：Dirk M. Guldi